# Клиент – сървър
Клиент – сървър е тип мрежова архитектура, която отделя клиента от сървъра и най-често се използва в компютърни мрежи. Всеки клиент или сървър, свързан с мрежата, може също така да бъде използван като възел.
Най-елементарната типова клиент – сървър архитектура се състои от две части – от едната страна е сървърът, от другата страна е клиентът. Постигането на определен резултат при използване винаги е свързано с комуникация между двете страни.

## Характеристики
Характеристики на клиента
- Подава заявки.
- Изчаква отговор.
- Свързва се до малък брой сървъри едновременно.
- Взаимодейства си с крайните потребители чрез графичен интерфейс.

Характеристика на сървъра
- Пасивност (slave).
- Чака за заявки от клиенти.
- При получаване на заявки ги обработва и след това отговаря.
- Получава заявки от голямо количество клиенти.
- Не контактува директно с крайния потребител.

## Портове
При сърфиране в интернет браузърът е в ролята на клиент, който подава заявка по определен комуникационен протокол към сървъра, където са разположени търсените интернет страници.
Всяка услуга от страна на сървъра трябва да се предлага с предварително известни параметри (в компютърната терминология това са комуникационните протоколи и специфичните портове).
Според IANA портовете се разпределят на три основни категории:
- Добре известни портове от 0 до 1023 – предназначени за стандартни услуги – например пренос и некриптиран достъп до електронна поща (SMTP:25 и POP3:110), достъп до интернет страници чрез браузъри (HTTP:80) и др.
- Регистрирани портове от 1024 до 49151 – използват се от определени програми.
- Динамични портове от 49152 до 65535 – използват се за осъществяване на текущи комуникационни връзки.

## Обмен на информация
Ред на обмена на информация при комуникация „клиент – сървър“:
- програмите клиенти подават заявка за определена услуга към съответния порт на сървъра,
- след приемането на заявката сървърът трябва да информира браузъра, че връзката е изградена и комуникацията ще продължи по друга двойка портове,
- комуникацията продължава по друга двойка потрове.

### Пример
- Запитване на клиент от свободен порт на вашия компютър (например 50 001) към порт 80 на уеб сървър www.name.com – заявка за зареждане на главната страница на www.name.com.
- Отговор на сървъра: потвърждение на заявката, получена през порт 50 001 и прехвърлянето ѝ от порт 80 към порт 60001.
- Отговор на клиента: потвърждаване, че комуникацията между сървъра и клиента ще продължи от клиентски порт 50001 към сървърен порт 60001.
- Сървърът „отбелязва“, че порт 60001 вече е зает за комуникация с този клиент. Сървърът започва да очаква сигнал за прекратяване на сесията от браузъра на клиента.